# Greensboro, North Carolina

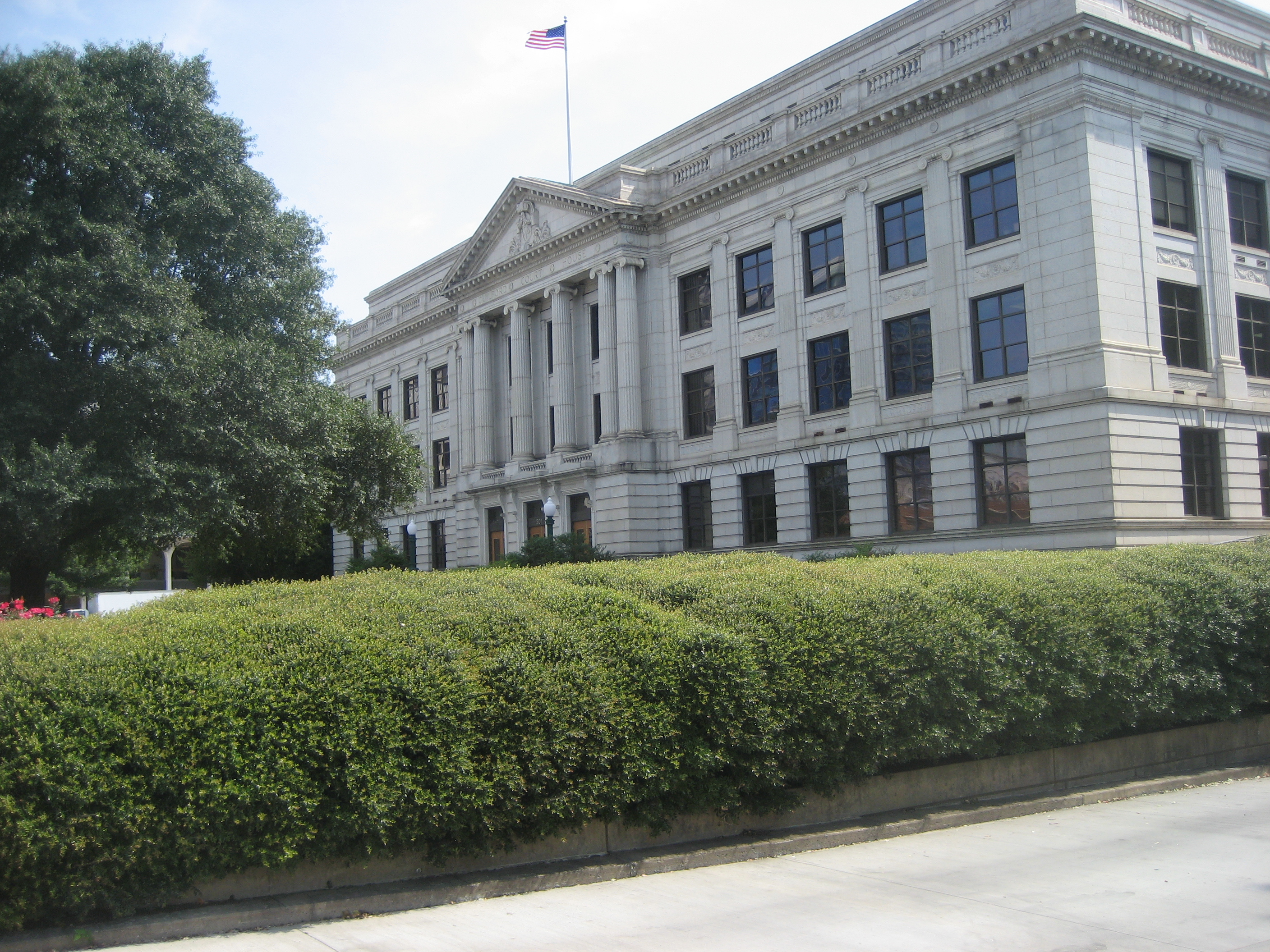
Guilford Countys domstolshus i Greensboro.

Greensboro är en stad i den amerikanska delstaten North Carolina med en yta på 283,0 km² och en befolkning, som uppgår till 258 671 invånare i staden och 698 497 i storstadsområdet (2008).
Staden är belägen i den norra delen av delstaten cirka 120 kilometer väster om huvudstaden Raleigh och cirka 55 kilometer söder om gränsen till Virginia.
Nära staden finns en radio/TV-mast med höjden 583 meter. Under amerikanska revolutionskriget stod här slaget vid Guilford Curthouse 1781. 
1979 skedde den så kallade Greensboro-massakern i staden, då Ku Klux Klan och amerikanska nazistpartiet sköt ihjäl fem fredligt demonstrerande mänskorättskämpar.

## Kända personer från Greensboro
- Jack Matlock, diplomat
- L. Richardson Preyer, politiker